# 特定同族会社
特定同族会社（とくていどうぞくがいしゃ）とは、法人税法第67条で定められた同族会社の一種。法人税法では法人を特定同族会社・同族会社・非同族会社に分類している。法人税申告書の別表二 「同族会社の判定に関する明細書」で判定を行える。
特定同族会社の占める割合は2020年度は単体法人の0.1%（2,788,737社中3,411社）。

## 定義
特定同族会社とは、下記の条件を全て満たす法人のこと。
1. 1株主グループによる持株割合等が50%を超えている
2. 下記のどれかに該当する
  1. 資本金の額又は出資金の額が1億円超の法人
  2. 下記法人の完全支配関係にある子会社。複数で完全支配している場合を含む。
    1. 資本金の額又は出資金の額が5億円以上の法人
    2. 相互会社
    3. 受託法人

  3. 投資法人
  4. 特定目的会社

株主グループには、株主等と特殊の関係にある以下の株主を含む。
1. 株主等の親族（配偶者及び六親等以内の血族と三親等以内の姻族）
2. 株主等と婚姻の届出をしていないが事実上婚姻関係と同様の事情にある者
3. 株主等（個人である株主等に限る。次号において同じ。）の使用人
4. 前三号に掲げる者以外の者で株主等から受ける金銭その他の資産によって生計を維持しているもの
5. 前三号に掲げる者と生計を一にするこれらの者の親族

## 留保金課税
一般的に日本の法人税法では留保金に対して課税されないが、特定同族会社の場合、留保金に対しても課税される。

## 特定同族会社事業用宅地等の特例
相続税において、特定同族会社事業用宅地等の特例（租税特別措置法第69条の4第3項第3号）で対象としているのは、被相続人の株主グループの持株割合等が50%超の場合を扱っており、法人税法の特定同族会社とは異なる。

## 参照
1. ↑  別表二　同族会社等の判定に関する明細書 | 令和４年版　法人税のあらましと申告の手引｜国税庁
2. ↑  第11表 法人数の内訳 - 令和2年度分調査 - 標本調査結果｜国税庁
3. ↑  特定同族会社の判定について - 令和4年4月以降に提供した法人税等各種別表関係（令和4年4月1日以後終了事業年度等又は連結事業年度等分）｜国税庁
4. ↑  No.4124 相続した事業の用や居住の用の宅地等の価額の特例（小規模宅地等の特例）｜国税庁